# Pustulostrea pseudangulata
Pustulostrea pseudangulata is een tweekleppigensoort uit de familie van de Ostreidae. De wetenschappelijke naam van de soort is voor het eerst geldig gepubliceerd in 1930 door Lamy.